# St. Laurentius (Luckenpaint)

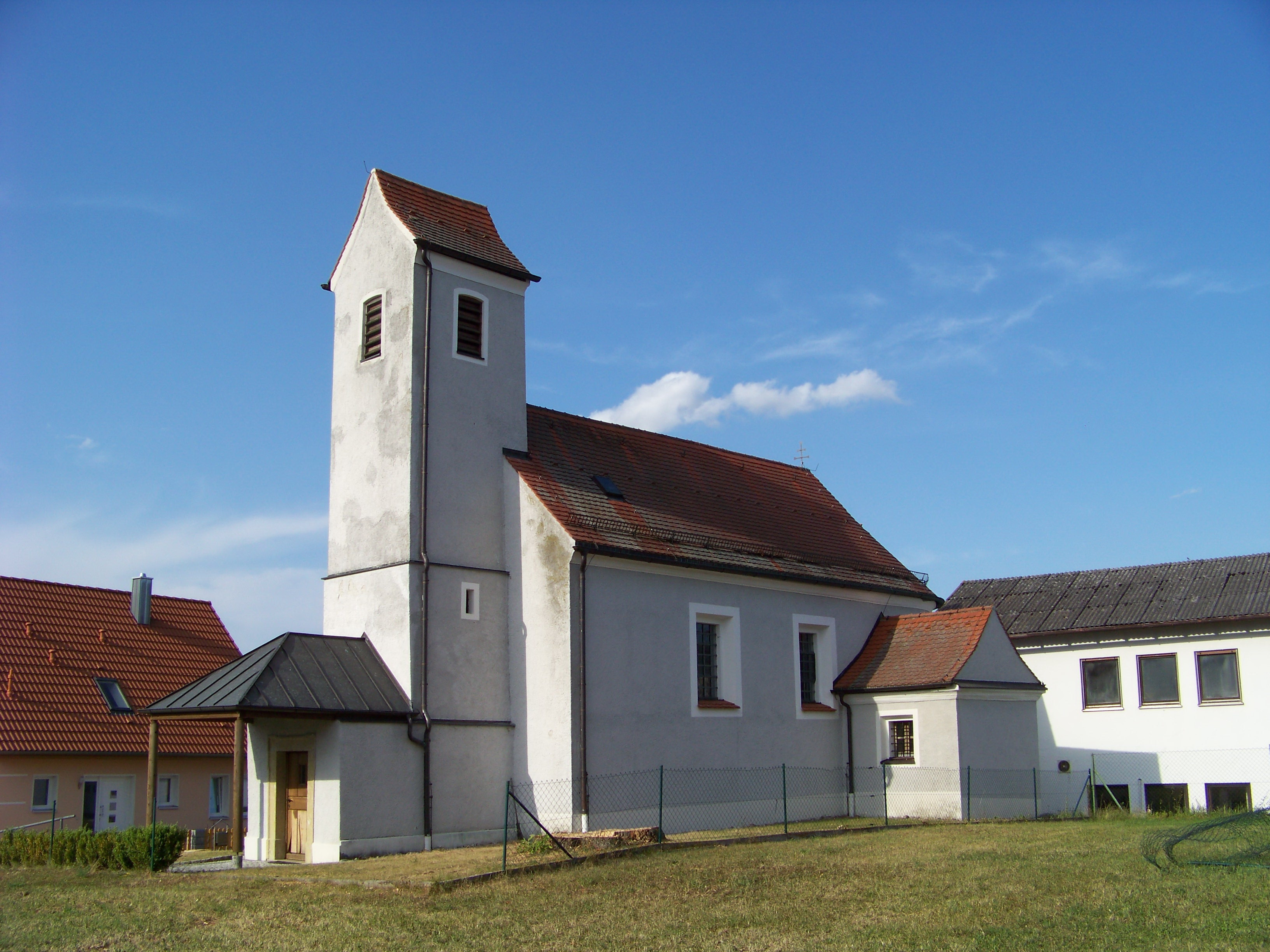
St. Laurentius (Luckenpaint)

Die römisch-katholische, denkmalgeschützte Filialkirche St. Laurentius, die ehemalige Burgkapelle der Burg Luckenpaint steht in Luckenpaint, einem Gemeindeteil der Gemeinde Thalmassing im Landkreis Regensburg in der Oberpfalz. Sie ist dem Bistum Regensburg zugeordnet. Das Bauwerk ist unter der Denkmalnummer D-3-75-205-7 als Baudenkmal in die Bayerische Denkmalliste eingetragen.

## Beschreibung
Die traufständige Saalkirche wurde im 17. Jahrhundert unter Verwendung romanischer Bausubstanz errichtet. Sie besteht aus einem Langhaus, das mit einem Satteldach bedeckt und dessen Innenraum mit einer Flachdecke überspannt ist, einem halbrund geschlossenen Chor im Osten, an dem nach Süden die Sakristei angebaut ist, und einem Kirchturm im Westen, der etwas in das Langhaus eingestellt ist. Zur Kirchenausstattung gehört ein um 1720 gebauter Hochaltar, auf dessen Altarretabel der heilige Laurentius dargestellt ist.